# Sampeyre
Sampeyre is een gemeente in de Italiaanse provincie Cuneo (regio Piëmont) en telt 1129 inwoners (31-12-2004). De oppervlakte bedraagt 98,6 km², de bevolkingsdichtheid is 11 inwoners per km².
De volgende frazioni maken deel uit van de gemeente: Becetto.

## Demografie
Sampeyre telt ongeveer 573 huishoudens. Het aantal inwoners daalde in de periode 1991-2001 met 15,6% volgens cijfers uit de tienjaarlijkse volkstellingen van ISTAT.
| Jaar | Inwoneraantal |
| ---- | ------------- |
| 1991 | 1355          |
| 2001 | 1144          |

## Geografie
De gemeente ligt op ongeveer 998 m boven zeeniveau.
Sampeyre grenst aan de volgende gemeenten: Brossasco, Casteldelfino, Elva, Frassino (CN), Macra, Oncino, Paesana, San Damiano Macra, Sanfront, Stroppo.